# Маріапфарр
Маріапфарр (нім. Mariapfarr, на баварському діалекті Pforch) — громада у Австрії, у федеральної землі Зальцбург. Входить до складу округи Тамсвег.
Населення становить 2475 чоловік (2023). Займає площу 47,36 км2.
У 1815 — 1817 роках у Маріапфаррі проживав Йозеф Мор, автор різдвяного гімну «Тиха ніч», який був призначений сюди священиком (коад'ютором) у місцеву церкву. Гімн ним було написано 1816 року. Сьогодні в Маріапфаррі є музей різдвяного гімну «Тиха ніч».

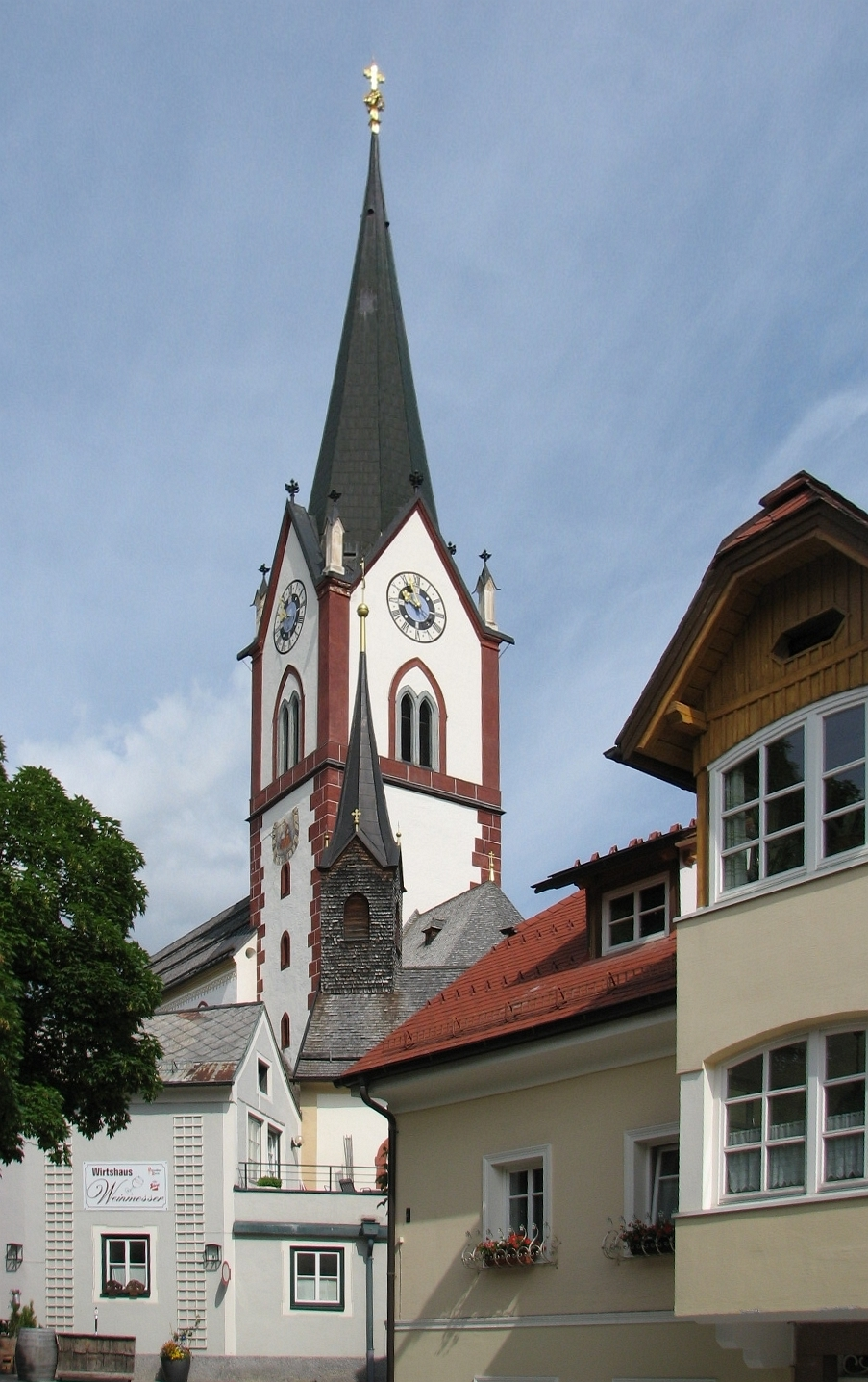
У центрі Маріапфарру.

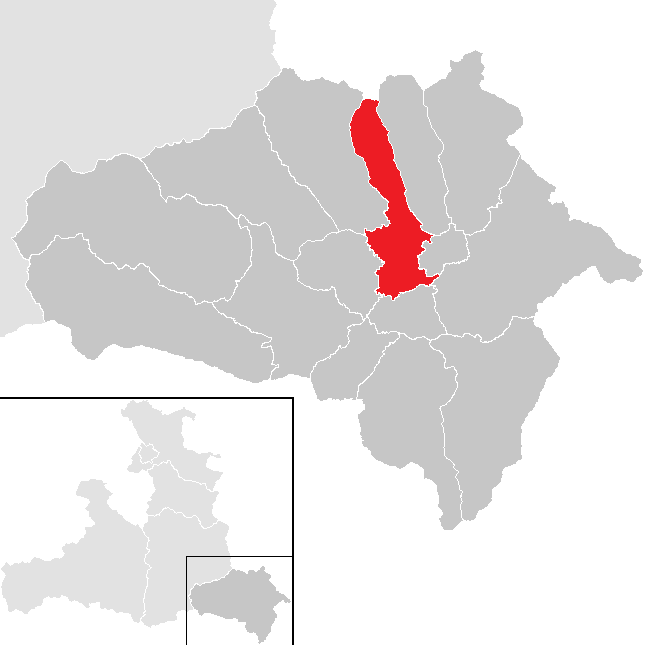
Комуна Маріапфарр на карті округи Тамсвег. У лівому нижньому кутку показано розташування округи Тамсвег на карті федеральній землі Зальцбург.